# 105/26 レイノーサ榴弾砲
105/26 レイノーサ榴弾砲（スペイン語: Obús 105/26 Reinosa）は、スペインのレイノーサにあるラ・ナバル社が1943年から製造し、数十年間にわたりスペイン陸軍で運用された105mm榴弾砲シリーズの総称。

## 1943年型
105/26 レイノーサの初期デザインは、スペイン内戦時に反乱軍側で運用されたドイツ製のleFH18榴弾砲と酷似していた。1943年以降に製造された砲は、砲身下部に駐退機、上部に複座機を持ち、水平鎖栓式の閉鎖機を備える点はleFH18と同様だが、揺架はやや短く、防盾や駐退機・複座機などの設計には違いがあった。

## 1948年型
1943年型と似ているが、金属製の車輪を装備する。

## 1950年、1953年、1958年、1958年R型
これらのモデルでは、複座機が砲身下部の駐退機と一体化され、マズルブレーキが追加された点が特徴である。各モデルの弾道は、他のモデルとは異なっていた。

## 運用者
スペイン陸軍では、歩兵旅団の標準野砲として105/26 レイノーサ榴弾砲を使用し、後継のL118に代替されるまで運用した。1950年代後半にはイフニ戦争で実戦投入され、1960年時点では1943年型を276門、1950年型を264門を保有していた。2016年時点でも、セゴビア砲兵学校で訓練に使用されている姿が確認されている。
ドミニカ共和国陸軍では、2024年時点で12門が運用中である。
- レイノーサで展示されている1948年型
- カルタヘナ軍事歴史博物館に展示されている1950年型
- ラス・パルマスの第94高射砲兵連隊で展示されている1958年型
- 1964年夏、タラゴナのロス・カスティジェホス兵舎に設置された105/26 レイノーサの砲弾